# Alicia DeShasier
Alicia DeShasier (ur. 15 kwietnia 1984) – amerykańska lekkoatletka, oszczepniczka. 

## Osiągnięcia
| Rok  | Impreza                  | Miejsce     | Lokata     | Wynik |
| ---- | ------------------------ | ----------- | ---------- | ----- |
| 2011 | Igrzyska panamerykańskie | Guadalajara | 1. miejsce | 58,01 |

Dwukrotna brązowa medalistka mistrzostw USA (2010 i 2011).

## Rekordy życiowe
- Rzut oszczepem – 58,01 (2011)